# Bulo de la calle Berners

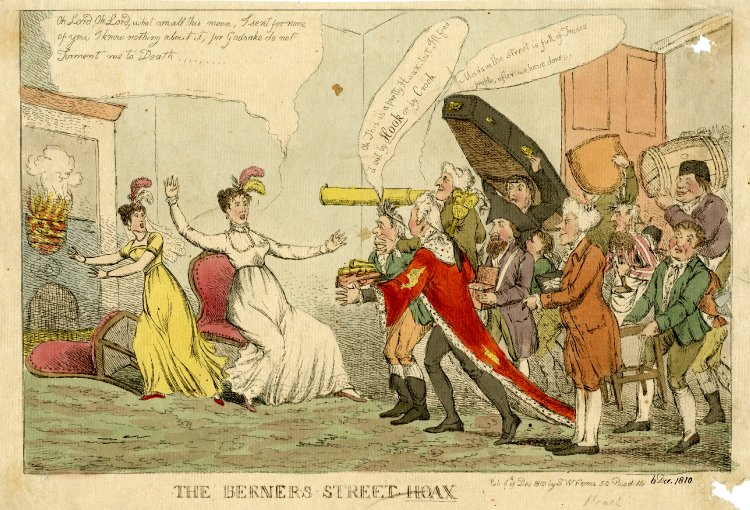
Caricatura sobre el Bulo de la calle Berners.

El Bulo de la calle Berners fue realizado por Theodore Hook en la Ciudad de Westminster, Londres, en 1809.

## Historia
El 27 de noviembre, a las cinco en punto de la mañana, un deshollinador llegó para limpiar las chimeneas del 54 de la Calle Berners, hogar de la Srta  Tottenham. La sirvienta que respondió la puerta le informó que ningún deshollinador había sido requerido, y el hombre, decepcionado, se fue por donde había llegado. Unos momentos después otro deshollinador se presentaba en la puerta, luego otro, y otro, hasta un total de 12. Tras haber sido despachado el último de los deshollinadores, una flota de carros transportando grandes cantidades de carbón empezó a llegar, seguida de una serie de pasteleros portando tartas de boda, seguidos de doctores, abogados, vicarios y sacerdotes convocados para dar la extremaunción a alguien que estaba muriéndose. Pescaderos, zapateros, y una docena de pianos fueron lo siguiente en aparecer, junto con "seis fornidos hombres transportando un órgano". Dignatarios, incluyendo el gobernador del Banco de Inglaterra, el Duque de York, el Arzobispo de Canterbury y el Lord Mayor de Londres también se presentaron. Las estrechas calles pronto se quedaron gravemente congestionadas con descontentos comerciantes y curiosos. Entregas y visitas continuaron hasta entrada la noche, llevando una gran parte de Londres a su paralización.
Hook había apostado con su amigo Samuel Beazley que podía transformar cualquier casa de Londres en la dirección más hablada durante una semana. Para conseguir su objetivo había enviado 4.000 cartas haciéndose pasar por la Srta Tottenham, requiriendo entregas, visitantes, y ayudas. Hook se había situado en la casa directamente opuesta al 54 de la Calle Berners, y él y su amigo habían pasado un día entretenido viendo el caos extenderse.